# World on Fire (album Slash)
World on Fire è il terzo album in studio del chitarrista statunitense Slash, pubblicato il 16 settembre 2014 dalla Dik Hayd Records.
L'uscita è stata anticipata dall'omonimo singolo World on Fire, che ha raggiunto il primo posto della Mainstream Rock Airplay nel giugno dello stesso anno.

## Descrizione
Prodotto da Michael "Elvis" Baskette, noto per aver collaborato anche con artisti come Alter Bridge e Incubus, l'album è il secondo inciso con il gruppo spalla del chitarrista, ovvero il cantante Myles Kennedy e i The Conspirators, formati dal bassista Todd Kerns e dal batterista Brent Fitz. Rispetto al precedente disco Apocalyptic Love, Kennedy ha stavolta contribuito sulle sole parti vocali e non sulle ritmiche di chitarra a causa dei suoi impegni con gli Alter Bridge nel tour in promozione all'album Fortress.

## Tracce
Testi e musiche di Saul Hudson e Myles Kennedy, eccetto dove indicato.
1. World on Fire – 4:31
2. Shadow Life – 4:00 (Saul Hudson, Myles Kennedy, Todd Kerns)
3. Automatic Overdrive – 3:35
4. Wicked Stone – 5:27
5. 30 Years to Life – 5:08
6. Bent to Fly – 4:56
7. Stone Blind – 3:49
8. Too Far Gone – 4:07
9. Beneath the Savage Sun – 5:48
10. Withered Delilah – 3:10
11. Battleground – 6:59
12. Dirty Girl – 4:14
13. Iris of the Storm – 4:00
14. Avalon – 3:00
15. The Dissident – 4:26
16. Safari Inn – 4:00 (Saul Hudson)
17. The Unholy – 6:48

## Formazione
Musicisti
- Slash – chitarra
- Myles Kennedy – voce
- Todd Kerns – basso, cori
- Brent Fitz – batteria, percussioni, pianoforte elettrico

Produzione
- Michael "Elvis" Baskette – produzione, ingegneria del suono, missaggio
- Jef Moll – ingegneria del suono
- Ron English – copertina
- Ted Jensen – mastering

## Classifiche

### Classifiche settimanali
| Classifica (2014)          | Posizione massima |
| -------------------------- | ----------------- |
| Australia                  | 2                 |
| Austria                    | 5                 |
| Belgio (Fiandre)           | 26                |
| Belgio (Vallonia)          | 11                |
| Canada                     | 4                 |
| Danimarca                  | 8                 |
| Finlandia                  | 3                 |
| Francia                    | 7                 |
| Germania                   | 2                 |
| Giappone                   | 18                |
| Irlanda                    | 2                 |
| Italia                     | 3                 |
| Norvegia                   | 13                |
| Nuova Zelanda              | 4                 |
| Paesi Bassi                | 6                 |
| Polonia                    | 4                 |
| Portogallo                 | 15                |
| Regno Unito                | 7                 |
| Regno Unito (rock & metal) | 1                 |
| Repubblica Ceca            | 4                 |
| Spagna                     | 11                |
| Stati Uniti                | 10                |
| Stati Uniti (hard rock)    | 1                 |
| Stati Uniti (independent)  | 3                 |
| Stati Uniti (rock)         | 2                 |
| Stati Uniti (tastemakers)  | 8                 |
| Svezia                     | 1                 |
| Svizzera                   | 1                 |
| Ungheria                   | 2                 |

### Classifiche di fine anno
| Classifica (2014)         | Posizione |
| ------------------------- | --------- |
| Stati Uniti (hard rock)   | 22        |
| Stati Uniti (independent) | 29        |
| Stati Uniti (rock)        | 70        |
| Ungheria                  | 57        |